# Podosugih
Podosugih is een bestuurslaag in het regentschap Pekalongan van de provincie Midden-Java, Indonesië. Podosugih telt 9596 inwoners (volkstelling 2010).